# 波兰护照
波蘭護照是簽發給波蘭公民的國際旅行證件，同時也是波蘭公民的证明文件。波蘭公民均为欧盟公民，可持护照或波兰身份证在所有欧洲联盟、欧洲经济区国家及瑞士自由流动迁徙。
根据2025年1月8日发布的亨利护照指数，波兰护照可免签证、落地签证或电子签证入境188个国家和地区，位居世界第7，与加拿大、马耳他护照并列。